# Андрієвський Іван Прохорович
Іва́н Про́хорович Андріє́вський (нар.? — пом.?) — український викладач, статський радник.

## Життєпис

### Педагогічна праця
З 4 лютого 1883 року по 1908-1909 навчальний рік працює викладачем предмету Російська мова у Златопільській чоловічій гімназії.
У 1909-1910 навчальному році працює (виконує обов'язки) інспектором Полтавського (Олександрівського) реального училища.
За сумлінну працю отримує чини державної служби:
- 1889 року — колезький асесор.
- 1894 року — колезький радник.
- 4 лютого 1896 року — статський радник.

### Нагороди
- Орден Святого Станіслава 3 ступеня.
- Орден Святої Анни 3 ступеня.
- Орден Святого Станіслава 2 ступеня (1 січня 1900 року)[28].
- Орден Святої Анни 2 ступеня (1 січня 1905 року).
- Орден Святого Володимира 4 ступеня (1 січня 1909 року)[29].
- Медаль «У пам'ять царювання імператора Олександра III».